# Mystroceros
Mystroceros är ett släkte av skalbaggar. Mystroceros ingår i familjen Cetoniidae.
Kladogram enligt Catalogue of Life:
| Mystroceros | \| \| Mystroceros macleayi \| \| \| \| \| \| Mystroceros rouyeri \| \| \| \| |
|             | \| \| Mystroceros macleayi \| \| \| \| \| \| Mystroceros rouyeri \| \| \| \| |
|             | Mystroceros macleayi                                                         |
|             |                                                                              |
|             | Mystroceros rouyeri                                                          |
|             |                                                                              |